# Abrothrix
Abrothrix é um género de roedor da família Cricetidae.

## Espécies
- Abrothrix andina (Philippi, 1858)
- Abrothrix hershkovitzi (Patterson, Gallardo and Freas, 1984)
- Abrothrix hirta
- Abrothrix illutea Thomas, 1925
- Abrothrix jelskii (Thomas, 1894)
- Abrothrix lanosa (Thomas, 1897)
- Abrothrix longipilis (Waterhouse, 1837)
- Abrothrix manni[2]
- Abrothrix olivacea (Waterhouse, 1837)[fn 2]
- Abrothrix sanborni (Osgood, 1943)
- Abrothrix xanthorhina